# El Portón (Perú)
El Portón es un caserío peruano ubicado en el distrito de Sullana, perteneciente a la provincia homónima del departamento de Piura, al norte del Perú. 

## Ubicación
El Portón se ubica al oeste de la provincia de Sullana, en el distrito homónimo, en el departamento de Piura. Se ubica cerca al margen derecha del río Chira. 

## Demografía
En 2017 El Portón tenía una población de 77 habitantes.